# Theo Fitzau
Theodor Fitzau (Köthen, 1923. február 10. – Groß-Gerau, 1982. március 18.) német autóversenyző.

## Pályafutása
Egyike volt azon kevés kelet-német autóversenyzőknek, akik rajthoz álltak a Formula–1-es világbajnokságon. 1953-ban a német nagydíjon vett részt. A futamon mindössze három kört tett meg, majd kiállt.

## Eredményei

### Teljes Formula–1-es eredménysorozata
(Táblázat értelmezése)

(Félkövér: pole-pozícióból indult; dőlt: leggyorsabb kört futott) 

| Év   | Csapat            | Modell | Motor          | 1   | 2   | 3   | 4   | 5   | 6   | 7      | 8   | 9   | Helyezés | Pont |
| ---- | ----------------- | ------ | -------------- | --- | --- | --- | --- | --- | --- | ------ | --- | --- | -------- | ---- |
| 1953 | Helmut Niedermayr | AFM U8 | BMW Straight-6 | ARG | 500 | NED | BEL | FRA | GBR | GER Ki | SUI | ITA | -        | 0    |